# Дубов'язівка (станція)
Дубов'я́зівка (МФА: [d̪ʊboˈʋjɐzʲiu̯kɐ] ( прослухати)) — проміжна залізнична станція 5 класу Конотопської дирекції Південно-західної залізниці на лінії Конотоп—Ворожба, місцева лінія відходить до селища міського типу Дубов'язівка.
Розташована на околиці села В'язове Дубов'язівської селищної громади Конотопського району
Сумської області між станціями Конотоп (15 км) та Путійська (15 км).
На станції зупиняються потяги далекого та місцевого сполучення.